# Gräfen-Nitzendorf
Gräfen-Nitzendorf – früher auch: Gräfendorf-Nitzendorf – ist ein Ortsteil der Kreisstadt Bad Salzungen im Wartburgkreis in Thüringen. Am 7. Januar 2020 wohnten 270 Einwohner im Ortsteil.

## Geografie

### Geografische Lage
Gräfen-Nitzendorf befindet sich 4 km nördlich der Kreisstadt Bad Salzungen am Südrand des Moorgrund, einer natürlichen Senke zwischen dem westlichen Thüringer Wald und dem Werratal.

### Nachbarorte
Der Ort grenzt im Süden an Bad Salzungen, im Westen an die Bad Salzunger Ortsteile Unterrohn und Oberrohn sowie im Norden und Osten an die ebenfalls zu Bad Salzungen gehörenden Ortsteile Möhra, Gumpelstadt und Witzelroda.

### Berge
Die höchste Erhebung befindet sich bei 354 m ü. NN an der Salzunger Gemarkungsgrenze, Flur Winterkasten.

### Flüsse
Die Ortsnamen Möhra und Moorgrund wurden einst abgeleitet von einem ausgedehnten Feuchtgebiet, welches sich als Moor nach der letzten Eiszeit herausbildete und welches erst in den 1970er Jahren weitgehend trockengelegt wurde. Der Moorbach ist ein Hauptzufluss der Fischa, welche bei Barchfeld als rechter Zufluss in die Werra mündet. In der Ortslage Gräfen-Nitzendorf befinden sich zwei kleine Teiche.

## Geschichte
Die Geschichte von Gräfen-Nitzendorf ist sehr eng mit der Geschichte der benachbarten Stadt Bad Salzungen verbunden.

### Ersterwähnung
Gräfendorf und Nitzendorf und das benachbarte Neuendorf wurden im Jahr 1330 erstmals urkundlich erwähnt.

### Gräfen-Nitzendorf im Mittelalter
Nach dem Ortsbild handelt es sich um ein Straßendorf mit zwei etwa 300 m entfernten Siedlungskernen. Die beiden Ortsteile waren ursprünglich im Besitz der Herren von Frankenstein, sie kamen 1330 an die Grafen von Henneberg und von diesen 1353 an das Haus Wettin. Unterhalb der Burg entstand ab 1272 das in der Region Bad Salzungen reich begüterte Nonnenkloster Allendorf. Die umliegenden Dörfer waren im 14. Jahrhundert nach der gewaltsamen Zerstörung der Burg Frankenstein meist in den Besitz des Klosters übergegangen. Die Flurnamen Frankenstein und Klosterberg erinnern an diese Zeit.
Während des Bauernkrieges, im Jahr 1525, wurde das Allendorfer Kloster von den aufrührerischen Bauern des Werrahaufen überfallen und schwer verwüstet.
Die Landschaft um Gräfen-Nitzendorf wurde noch über Jahrhunderte im Norden von einem ausgedehnten Moor begrenzt. Die Salzunger Forste und die Wälder der Nachbarorte mussten bis in das 19. Jahrhundert für den Betrieb der Salzunger Saline Brennholz und später auch Dornbüsche anliefern. Die mehrheitlich als Hauwald genutzten Gehölze bei Neuendorf und Gräfen-Nitzendorf erhielten davon den bezeichnenden Namen Heckenwald, da die nachwachsenden Bäume meist nicht größer als Hecken heranwuchsen, bevor sie erneut eingeschlagen wurden.

### Neuzeit
Nach dem Dreißigjährigen Krieg kamen beide Ortsteile 1680 als Teil des Amts Salzungen an das Herzogtum Sachsen-Meiningen, bei einer Verwaltungsreform 1868 entstand der Landkreis Meiningen. 1950 wurden die Ortsteile in den neu geschaffenen Kreis Bad Salzungen aufgenommen. Nach 1820 bewirkte der Gumpelstädter Oberförster Trautwein, ein Schüler des Oberforstrats Heinrich Cotta, dass die Bauern der Anrainergemeinden des Moorgrundes durch Melioration und Bodendüngung neue Anbauflächen und Wiesen erhielten. Er ließ ein dichtes Netz von Drainagegräben anlegen, Feldwege ausbauen und förderte die Anlage von Obstplantagen und die Imkerei. Bis zum Ende des 19. Jahrhunderts entwickelten sich die Heckendörfer zu einem Zentrum der Imkerei in Thüringen.

### Gegenwart
Im Jahr 1955 lebten im Ort 170 Einwohner.
Am 1. Januar 1974 wurde die Gemeinde Gräfendorf-Nitzendorf in die Gemeinde Möhra eingegliedert. Am 4. November 1994 wurde Möhra mit Moorgrund und Kupfersuhl zur Gemeinde Moorgrund zusammengefasst, so dass auch Gräfen-Nitzendorf ein Ortsteil der Gemeinde Moorgrund wurde.
Durch Anlage einer Neubausiedlung zwischen den alten Ortskernen entstand nach 1990 eine geschlossene Siedlungsstruktur mit ländlich geprägtem Charakter, zugleich verdoppelte sich damit die Einwohnerzahl. Als Mittelpunkt des Gemeindelebens im Ort gilt die „Waldesruh“ – die 1908 eröffnete kleine Ausflugsgaststätte war ursprünglich für die Kurgäste von Bad Salzungen gedacht.
Am 1. Dezember 2020 wurde die Gemeinde Moorgrund nach Bad Salzungen eingemeindet.

## Verkehr

### Straßenverkehr
Durch den Ort verläuft die Landesstraße 2895 Bad Salzungen – Gräfendorf-Nitzendorf – Möhra.

### Schienenverkehr
Die nächstgelegene Anbindung an den Schienenverkehr befindet sich in der Kreisstadt am Bahnhof Bad Salzungen und im vier Kilometer entfernten Ort Oberrohn mit einem Haltepunkt der Süd-Thüringen-Bahn an der Bahnstrecke Eisenach-Bad Salzungen-Meiningen.

## Wirtschaft
Die Einwohner von Gräfen-Nitzendorf arbeiten überwiegend in den Betrieben der benachbarten Kreisstadt Bad Salzungen und in den Umlandgemeinden.

## Sonstiges
- Gräfen-Nitzendorf hat als Beiname Heckendorf.
- Gräfen-Nitzendorf wird umgangssprachlich auch als die Hecke bezeichnet
- Im Ortsteil Nitzendorf befindet sich eine Messstation des privaten Wetterdienstes Meteomedia.[14]
- Der ehemalige Ortskern von Gräfendorf liegt im nordwestlichen und der von Nitzendorf im südöstlichen Bereich des heutigen Dorfes.[15]